# Campionatul Mondial de motociclism viteză
Campionatul Mondial de motociclism viteză reprezintă competiția supremă pentru motociclete pe circuit și este organizat sub egida Federației Internaționale de Motociclism (FIM). Spre deosebire de alte competiții, toate motocicletele folosite în întreceri sunt prototipuri. La clasa Moto2, toate motocicletele sunt dotate cu un motor comun, furnizat de compania Triumph.
În Campionatul Mondial se concurează la patru categorii, trei în funcție de capacitatea motorului: Clasa regină - MotoGP, categoria Moto2 și clasa mezină - Moto3, plus competiția MotoE pentru motoare electrice.

## Istorie

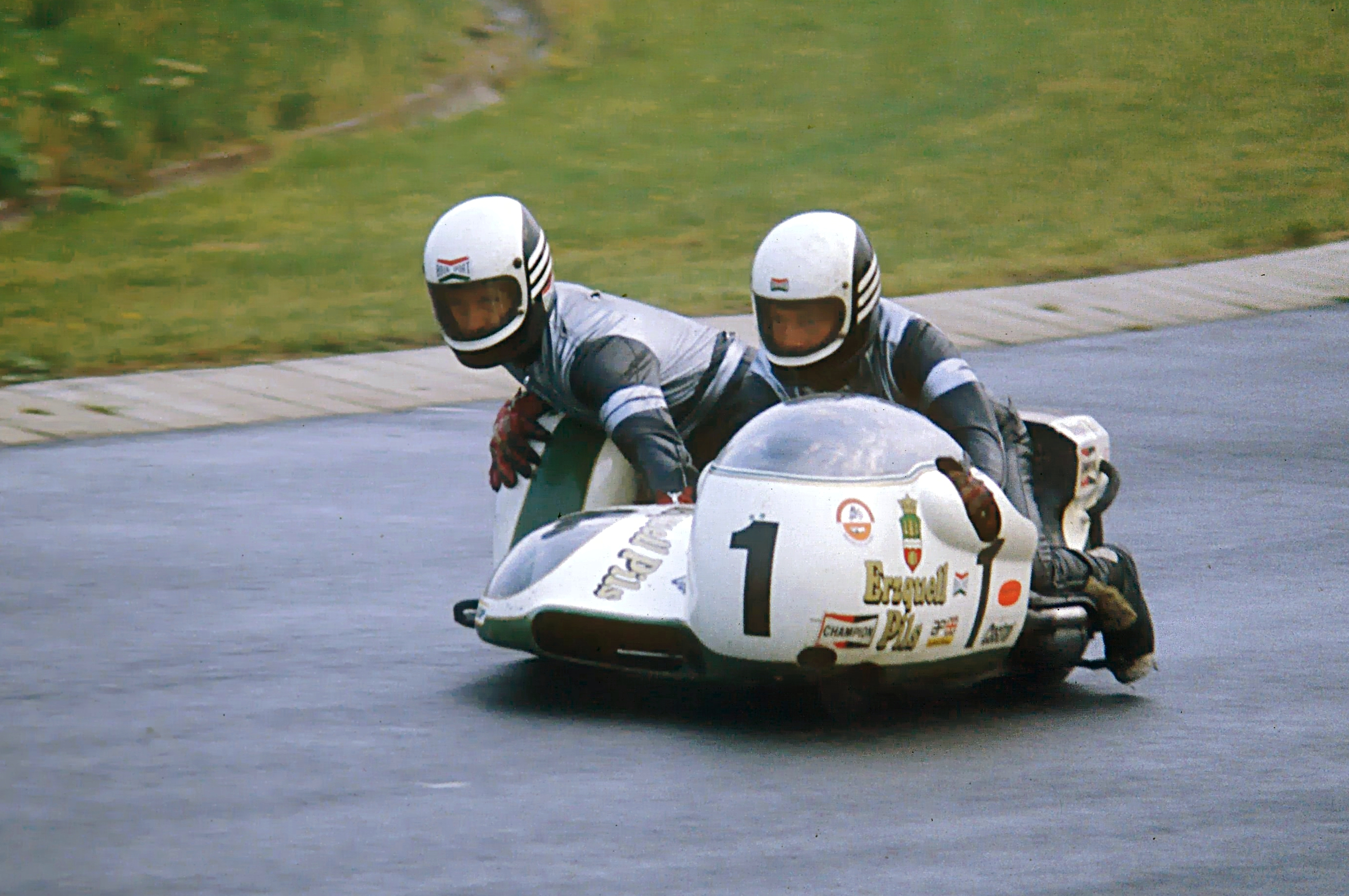
Steinhausen/Huber 1976

Campionatul Mondial de motociclism a apărut în anii 1920. În anii 1950, mărcile engleze și italiene cu motoare în patru timpi erau dominante. Categoriile de cilindree la care se desfășurau competițiile erau 50 cm³ sau 80 cm³, 125 cm³, 250 cm³, 350 cm³ și 500 cm³ pentru curse solo și 500 cm³ pentru motociclete cu ataș. La începutul anilor 1970, motoarele în doi timpi, majoritatea de origine japoneză, au înlocuit motoarele în patru timpi din Europa, care fuseseră dominante până atunci, chiar și în clasa regină de până la 500 cm³.
În 1983, a fost anulată clasa 350 cm³, fără a fi înlocuită. Din 1984, motoarele de 50 cm³ au dispărut, clasa mezină folosind doar motoare de 80 cm³. În anii 1990, a dispărut și categoria motocicletelor cu ataș, precum și cea a motocicletelor de 80 cm³, astfel că au rămas doar trei clase: 125 cm³, 250 cm³ și 500 cm³. Pentru sezonul 2002, sub presiunea producătorilor japonezi, în special Honda, clasa 500 cm³ a fost înlocuită cu MotoGP. Un nou set de reguli a permis sau a cerut motoare în patru timpi cu maximum 990 cm³. Acest regulament a fost ajustat din nou din sezonul 2007, iar capacitatea maximă admisă a fost limitată la 800 cm³. Din sezonul 2010, clasa de 250 cm³, în care erau permise motoare în doi și patru timpi de până la 250 cm³, a fost înlocuită cu clasa Moto2, în care inițial erau acceptate motoarele în patru timpi cu maxim 600 cm³, iar din 2019 o cilindree maximă de pornire de 765 cm³. În sezonul 2012, clasa Moto3 cu motoarele sale de 250 cm³ în patru timpi a înlocuit clasa de 125 cm³. În plus, capacitatea maximă în clasa MotoGP a fost mărită la 1000 cm³.

## Palmares
| Sezon | 500 cm³                  | 350 cm³                      | 250 cm³                        | 125 cm³                    | Ataș                  |
| ----- | ------------------------ | ---------------------------- | ------------------------------ | -------------------------- | --------------------- |
| 1949  | Leslie Graham (AJS)      | Freddie Frith (Velocette)    | Bruno Ruffo (Moto Guzzi)       | Nello Pagani (Mondial)     | Eric Olivier (Norton) |
| 1950  | Umberto Masetti (Norton) | Bob Foster (Velocette)       | Dario Ambrosini (Benelli)      | Bruno Ruffo (Mondial)      | Eric Oliver (Norton)  |
| 1951  | Geoff Duke (Norton)      | Geoff Duke (Norton)          | Bruno Ruffo (Moto Guzzi)       | Carlo Ubbiali (Mondial)    | Eric Oliver (Norton)  |
| 1952  | Umberto Masetti (Gilera) | Geoff Duke (Norton)          | Enrico Lorenzetti (Moto Guzzi) | Cecil Sandford (MV Agusta) | Cyril Smith (Norton)  |
| 1953  | Geoff Duke (Gilera)      | Fergus Anderson (Moto Guzzi) | Werner Haas (NSU)              | Werner Haas (NSU)          | Eric Oliver (Norton)  |
| 1954  | Geoff Duke (Gilera)      | Fergus Anderson (Moto Guzzi) | Werner Haas (NSU)              | Rupert Hollaus (NSU)       | Wilhelm Noll (BMW)    |

| Sezon | 500 cm³                      | 350 cm³                      | 250 cm³                       | 125 cm³                     | 50 cm³                        |
| ----- | ---------------------------- | ---------------------------- | ----------------------------- | --------------------------- | ----------------------------- |
| 1955  | Geoff Duke (Gilera)          | Bill Lomas (Moto Guzzi)      | Hermann Paul Müller (NSU)     | Carlo Ubbiali (MV Agusta)   |                               |
| 1956  | John Surtees (MV Agusta)     | Bill Lomas (Moto Guzzi)      | Carlo Ubbiali (MV Agusta)     | Carlo Ubbiali (MV Agusta)   |                               |
| 1957  | Libero Liberati (Gilera)     | Keith Campbell (Moto Guzzi)  | Cecil Sandford (Mondial)      | Tarquinio Provini (Mondial) |                               |
| 1958  | John Surtees (MV Agusta)     | John Surtees (MV Agusta)     | Tarquinio Provini (MV Agusta) | Carlo Ubbiali (MV Agusta)   |                               |
| 1959  | John Surtees (MV Agusta)     | John Surtees (MV Agusta)     | Carlo Ubbiali (MV Agusta)     | Carlo Ubbiali (MV Agusta)   |                               |
| 1960  | John Surtees (MV Agusta)     | John Surtees (MV Agusta)     | Carlo Ubbiali (MV Agusta)     | Carlo Ubbiali (MV Agusta)   |                               |
| 1961  | Gary Hocking (MV Agusta)     | Gary Hocking (MV Agusta)     | Mike Hailwood (Honda)         | Tom Phillis (Honda)         |                               |
| 1962  | Mike Hailwood (MV Agusta)    | Jim Redman (Honda)           | Jim Redman (Honda)            | Luigi Taveri (Honda)        | Ernst Degner (Suzuki)         |
| 1963  | Mike Hailwood (MV Agusta)    | Jim Redman (Honda)           | Jim Redman (Honda)            | Hugh Anderson (Suzuki)      | Hugh Anderson (Suzuki)        |
| 1964  | Mike Hailwood (MV Agusta)    | Jim Redman (Honda)           | Phil Read (Yamaha)            | Luigi Taveri (Honda)        | Hugh Anderson (Suzuki)        |
| 1965  | Mike Hailwood (MV Agusta)    | Jim Redman (Honda)           | Phil Read (Yamaha)            | Hugh Anderson (Suzuki)      | Ralph Bryans (Honda)          |
| 1966  | Giacomo Agostini (MV Agusta) | Mike Hailwood (Honda)        | Mike Hailwood (Honda)         | Luigi Taveri (Honda)        | Hans-Georg Anscheidt (Suzuki) |
| 1967  | Giacomo Agostini (MV Agusta) | Mike Hailwood (Honda)        | Mike Hailwood (Honda)         | Bill Ivy (Yamaha)           | Hans-Georg Anscheidt (Suzuki) |
| 1968  | Giacomo Agostini (MV Agusta) | Giacomo Agostini (MV Agusta) | Phil Read (Yamaha)            | Phil Read (Yamaha)          | Hans-Georg Anscheidt (Suzuki) |
| 1969  | Giacomo Agostini (MV Agusta) | Giacomo Agostini (MV Agusta) | Kel Carruthers (Benelli)      | Dave Simmonds (Kawasaki)    | Ángel Nieto (Derbi)           |
| 1970  | Giacomo Agostini (MV Agusta) | Giacomo Agostini (MV Agusta) | Rodney Gould (Yamaha)         | Dieter Braun (Suzuki)       | Ángel Nieto (Derbi)           |
| 1971  | Giacomo Agostini (MV Agusta) | Giacomo Agostini (MV Agusta) | Phil Read (Yamaha)            | Ángel Nieto (Derbi)         | Jan de Vries (Kreidler)       |
| 1972  | Giacomo Agostini (MV Agusta) | Giacomo Agostini (MV Agusta) | Jarno Saarinen (Yamaha)       | Ángel Nieto (Derbi)         | Ángel Nieto (Derbi)           |

| Sezon | 750 cm³                 | 500 cm³                   | 350 cm³                        | 250 cm³                        | 125 cm³                         | 50 cm³                              |
| ----- | ----------------------- | ------------------------- | ------------------------------ | ------------------------------ | ------------------------------- | ----------------------------------- |
| 1973  | Barry Sheene (Suzuki)   | Phil Read (MV Agusta)     | Giacomo Agostini (MV Agusta)   | Dieter Braun (Yamaha)          | Kent Andersson (Yamaha)         | Jan de Vries (Kreidler)             |
| 1974  | John Dodds (Yamaha)     | Phil Read (MV Agusta)     | Giacomo Agostini (Yamaha)      | Walter Villa (Harley-Davidson) | Kent Andersson (Yamaha)         | Henk van Kessel (Kreidler-Van Veen) |
| 1975  | Jack Findlay (Yamaha)   | Giacomo Agostini (Yamaha) | Johnny Cecotto (Yamaha)        | Walter Villa (Harley-Davidson) | Paolo Pileri (Morbidelli)       | Ángel Nieto (Kreidler)              |
| 1976  | Víctor Palomo (Bakker)  | Barry Sheene (Suzuki)     | Walter Villa (Harley-Davidson) | Walter Villa (Harley-Davidson) | Pier Paolo Bianchi (Morbidelli) | Ángel Nieto (Bultaco)               |
| 1977  | Steve Baker (Yamaha)    | Barry Sheene (Suzuki)     | Takazumi Katayama (Yamaha)     | Mario Lega (Morbidelli)        | Pier Paolo Bianchi (Morbidelli) | Ángel Nieto (Bultaco)               |
| 1978  | Johnny Cecotto (Yamaha) | Kenny Roberts (Yamaha)    | Kork Ballington (Kawasaki)     | Kork Ballington (Kawasaki)     | Eugenio Lazzarini (MBA)         | Ricardo Tormo (Bultaco)             |
| 1979  | Patrick Pons (Yamaha)   | Kenny Roberts (Yamaha)    | Kork Ballington (Kawasaki)     | Kork Ballington (Kawasaki)     | Ángel Nieto (Minarelli)         | Eugenio Lazzarini (Kreidler)        |

| Sezon | 500 cm³                    | 350 cm³               | 250 cm³                       | 125 cm³                  | 50 cm³                                |
| ----- | -------------------------- | --------------------- | ----------------------------- | ------------------------ | ------------------------------------- |
| 1980  | Kenny Roberts (Yamaha)     | Jon Ekerold (Yamaha)  | Anton Mang (Kawasaki)         | Pier Paolo Bianchi (MBA) | Eugenio Lazzarini (Kreidler-Van Veen) |
| 1981  | Marco Lucchinelli (Suzuki) | Anton Mang (Kawasaki) | Anton Mang (Kawasaki)         | Ángel Nieto (Minarelli)  | Ricardo Tormo (Motul-Bultaco)         |
| 1982  | Franco Uncini (Suzuki)     | Anton Mang (Kawasaki) | Jean-Louis Tournadre (Yamaha) | Ángel Nieto (Garelli)    | Stefan Dörflinger (Kreidler)          |
| 1983  | Freddie Spencer (Honda)    |                       | Carlos Lavado (Yamaha)        | Ángel Nieto (Garelli)    | Stefan Dörflinger (Krauser)           |

| Sezon | 500 cm³                 | 250 cm³                   | 125 cm³                  | 80 cm³                      |
| ----- | ----------------------- | ------------------------- | ------------------------ | --------------------------- |
| 1984  | Eddie Lawson (Yamaha)   | Christian Sarron (Yamaha) | Ángel Nieto (Garelli)    | Stefan Dörflinger (Zündapp) |
| 1985  | Freddie Spencer (Honda) | Freddie Spencer (Honda)   | Fausto Gresini (Garelli) | Stefan Dörflinger (Krauser) |
| 1986  | Eddie Lawson (Yamaha)   | Carlos Lavado (Yamaha)    | Luca Cadalora (Garelli)  | Jorge Martínez (Derbi)      |
| 1987  | Wayne Gardner (Honda)   | Anton Mang (Honda)        | Fausto Gresini (Garelli) | Jorge Martínez (Derbi)      |
| 1988  | Eddie Lawson (Yamaha)   | Sito Pons (Honda)         | Jorge Martínez (Derbi)   | Jorge Martínez (Derbi)      |
| 1989  | Eddie Lawson (Honda)    | Sito Pons (Honda)         | Álex Crivillé (JJ Cobas) | Manuel Herreros (Derbi)     |

| Sezon | 500 cm³                    | 250 cm³                   | 125 cm³                       |
| ----- | -------------------------- | ------------------------- | ----------------------------- |
| 1990  | Wayne Rainey (Yamaha)      | John Kocinski (Yamaha)    | Loris Capirossi (Honda)       |
| 1991  | Wayne Rainey (Yamaha)      | Luca Cadalora (Honda)     | Loris Capirossi (Honda)       |
| 1992  | Wayne Rainey (Yamaha)      | Luca Cadalora (Honda)     | Alessandro Gramigni (Aprilia) |
| 1993  | Kevin Schwantz (Suzuki)    | Tetsuya Harada (Yamaha)   | Dirk Raudies (Honda)          |
| 1994  | Michael Doohan (Honda)     | Max Biaggi (Aprilia)      | Kazuto Sakata (Aprilia)       |
| 1995  | Michael Doohan (Honda)     | Max Biaggi (Aprilia)      | Haruchika Aoki (Honda)        |
| 1996  | Michael Doohan (Honda)     | Max Biaggi (Aprilia)      | Haruchika Aoki (Honda)        |
| 1997  | Michael Doohan (Honda)     | Max Biaggi (Honda)        | Valentino Rossi (Aprilia)     |
| 1998  | Michael Doohan (Honda)     | Loris Capirossi (Aprilia) | Kazuto Sakata (Aprilia)       |
| 1999  | Álex Crivillé (Honda)      | Valentino Rossi (Aprilia) | Emilio Alzamora (Honda)       |
| 2000  | Kenny Roberts Jr. (Suzuki) | Olivier Jacque (Yamaha)   | Roberto Locatelli (Aprilia)   |
| 2001  | Valentino Rossi (Honda)    | Daijiro Kato (Honda)      | Manuel Poggiali (Gilera)      |

| Sezon | MotoGP                   | 250 cm³                   | 125 cm³                   |
| ----- | ------------------------ | ------------------------- | ------------------------- |
| 2002  | Valentino Rossi (Honda)  | Marco Melandri (Aprilia)  | Arnaud Vincent (Aprilia)  |
| 2003  | Valentino Rossi (Honda)  | Manuel Poggiali (Aprilia) | Daniel Pedrosa (Honda)    |
| 2004  | Valentino Rossi (Yamaha) | Daniel Pedrosa (Honda)    | Andrea Dovizioso (Honda)  |
| 2005  | Valentino Rossi (Yamaha) | Daniel Pedrosa (Honda)    | Thomas Lüthi (Honda)      |
| 2006  | Nicky Hayden (Honda)     | Jorge Lorenzo (Aprilia)   | Álvaro Bautista (Aprilia) |
| 2007  | Casey Stoner (Ducati)    | Jorge Lorenzo (Aprilia)   | Gábor Talmácsi (Aprilia)  |
| 2008  | Valentino Rossi (Yamaha) | Marco Simoncelli (Gilera) | Mike Di Meglio (Derbi)    |
| 2009  | Valentino Rossi (Yamaha) | Hiroshi Aoyama (Honda)    | Julián Simón (Aprilia)    |

| Sezon | MotoGP                 | Moto2                 | 125 cm³                 |
| ----- | ---------------------- | --------------------- | ----------------------- |
| 2010  | Jorge Lorenzo (Yamaha) | Toni Elías (Moriwaki) | Marc Márquez (Derbi)    |
| 2011  | Casey Stoner (Honda)   | Stefan Bradl (Kalex)  | Nicolás Terol (Aprilia) |

| Sezon | MotoGP                     | Moto2                     | Moto3                       |
| ----- | -------------------------- | ------------------------- | --------------------------- |
| 2012  | Jorge Lorenzo (Yamaha)     | Marc Márquez (Suter)      | Sandro Cortese (KTM)        |
| 2013  | Marc Márquez (Honda)       | Pol Espargaró (Kalex)     | Maverick Viñales (KTM)      |
| 2014  | Marc Márquez (Honda)       | Esteve Rabat (Kalex)      | Álex Márquez (Honda)        |
| 2015  | Jorge Lorenzo (Yamaha)     | Johann Zarco (Kalex)      | Danny Kent (Honda)          |
| 2016  | Marc Márquez (Honda)       | Johann Zarco (Kalex)      | Brad Binder (KTM)           |
| 2017  | Marc Márquez (Honda)       | Franco Morbidelli (Kalex) | Joan Mir (Honda)            |
| 2018  | Marc Márquez (Honda)       | Francesco Bagnaia (Kalex) | Jorge Martín (Honda)        |
| 2019  | Marc Márquez (Honda)       | Álex Márquez (Kalex)      | Lorenzo Dalla Porta (Honda) |
| 2020  | Joan Mir (Suzuki)          | Enea Bastianini (Kalex)   | Albert Arenas (KTM)         |
| 2021  | Fabio Quartararo (Yamaha)  | Remy Gardner (Kalex)      | Pedro Acosta (KTM)          |
| 2022  | Francesco Bagnaia (Ducati) | Augusto Fernández (Kalex) | Izan Guevara (Gas Gas)      |

| Sezon | MotoGP                     | Moto2                 | Moto3                 | MotoE                   |
| ----- | -------------------------- | --------------------- | --------------------- | ----------------------- |
| 2023  | Francesco Bagnaia (Ducati) | Pedro Acosta (Kalex)  | Jaume Masià (Honda)   | Mattia Casadei (Ducati) |
| 2024  | Jorge Martín (Ducati)      | Ai Ogura (Boscoscuro) | David Alonso (CFMoto) | Héctor Garzó (Ducati)   |

## Recorduri

### Cei mai titrați piloți

#### Multipli campioni mondiali
| #  | Pilot                | Titluri                                               |
| -- | -------------------- | ----------------------------------------------------- |
| 1  | Giacomo Agostini     | 15 (8 x 500 cm³, 7 x 350 cm³)                         |
| 2  | Ángel Nieto          | 13 (7 x 125 cm³, 6 x 50 cm³)                          |
| 3  | Valentino Rossi      | 9 (6 x MotoGP, 1 x 500 cm³, 1 x 250 cm³, 1 x 125 cm³) |
| 3  | Mike Hailwood        | 9 (4 × 500 cm³, 2 × 350 cm³, 3 × 250 cm³)             |
| 3  | Carlo Ubbiali        | 9 (3 × 250 cm³, 6 x 125 cm³)                          |
| 6  | Marc Márquez         | 8 (6 x MotoGP, 1 x Moto2, 1 x 125 cm³)                |
| 7  | Phil Read            | 7 (2 × 500 cm³, 4 × 250 cm³, 1 x 125 cm³)             |
| 7  | John Surtees         | 7 (4 × 500 cm³, 3 × 350 cm³)                          |
| 9  | Geoffrey Duke        | 6 (4 × 500 cm³, 2 × 350 cm³)                          |
| 9  | Jim Redman           | 6 (4 × 350 cm³, 2 × 250 cm³)                          |
| 11 | Michael Doohan       | 5 (5 x 500 cm³)                                       |
| 11 | Anton Mang           | 5 (2 × 350 cm³, 3 × 250 cm³)                          |
| 11 | Jorge Lorenzo        | 5 (3 x MotoGP, 2 × 250 cm³)                           |
| 14 | Hugh Anderson        | 4 (2 × 125 cm³, 2 × 50 cm³)                           |
| 14 | Kork Ballington      | 4 (2 × 350 cm³, 2 × 250 cm³)                          |
| 14 | Max Biaggi           | 4 (4 × 250 cm³)                                       |
| 14 | Stefan Dörflinger    | 4 (3 × 80 cm³, 1 × 50 cm³)                            |
| 14 | Eddie Lawson         | 4 (4 × 500 cm³)                                       |
| 14 | Jorge Martínez       | 4 (1 x 125 cm³, 3 × 80 cm³)                           |
| 14 | Walter Villa         | 4 (1 x 350 cm³, 3 × 250 cm³)                          |
| 21 | Daniel Pedrosa       | 3 (1 x 125 cm³, 2 × 250 cm³)                          |
| 21 | Pier Paolo Bianchi   | 3 (3 × 125 cm³)                                       |
| 21 | Luca Cadalora        | 3 (1 x 125 cm³, 2 × 250 cm³)                          |
| 21 | Loris Capirossi      | 3 (2 × 125 cm³, 1 x 250 cm³)                          |
| 21 | Eugenio Lazzarini    | 3 (1 x 125 cm³, 2 × 50 cm³)                           |
| 21 | Bruno Ruffo          | 3 (1 x 125 cm³, 2 × 250 cm³)                          |
| 21 | Werner Haas          | 3 (1 x 125 cm³, 2 × 250 cm³)                          |
| 21 | Hans-Georg Anscheidt | 3 (3 × 50 cm³)                                        |
| 21 | Wayne Rainey         | 3 (3 × 500 cm³)                                       |
| 21 | Kenny Roberts        | 3 (3 × 500 cm³)                                       |
| 21 | Freddie Spencer      | 3 (1 x 250 cm³, 2 × 500 cm³)                          |
| 21 | Luigi Taveri         | 3 (3 × 125 cm³)                                       |
| 21 | Francesco Bagnaia    | 3 (1 x Moto2, 2 x MotoGP)                             |
| 34 | Fergus Anderson      | 2 (2 × 350 cm³)                                       |
| 34 | Bill Lomas           | 2 (2 × 350 cm³)                                       |
| 34 | Cecil Sandford       | 2 (1 x 125 cm³, 1 x 250 cm³)                          |
| 34 | Barry Sheene         | 2 (2 × 500 cm³)                                       |
| 34 | Kent Andersson       | 2 (2 × 125 cm³)                                       |
| 34 | Dieter Braun         | 2 (1 x 125 cm³, 1 x 250 cm³)                          |
| 34 | Álex Crivillé        | 2 (1 x 125 cm³, 1 x 500 cm³)                          |
| 34 | Sito Pons            | 2 (2 × 250 cm³)                                       |
| 34 | Ricardo Tormo        | 2 (2 × 50 cm³)                                        |
| 34 | Fausto Gresini       | 2 (2 × 125 cm³)                                       |
| 34 | Umberto Masetti      | 2 (2 × 500 cm³)                                       |
| 34 | Tarquinio Provini    | 2 (1 x 125 cm³, 1 x 250 cm³)                          |
| 34 | Jan de Vries         | 2 (2 × 50 cm³)                                        |
| 34 | Gary Hocking         | 2 (1 x 350 cm³, 1 x 500 cm³)                          |
| 34 | Casey Stoner         | 2 (2 × MotoGP)                                        |
| 34 | Carlos Lavado        | 2 (2 × 250 cm³)                                       |
| 34 | Manuel Poggiali      | 2 (1 x 125 cm³, 1 x 250 cm³)                          |
| 34 | Johann Zarco         | 2 (2 x Moto2)                                         |
| 34 | Álex Márquez         | 2 (1 x Moto3, 1 x Moto2)                              |
| 34 | Joan Mir             | 2 (1 x Moto3, 1 x MotoGP)                             |
| 34 | Jorge Martín         | 2 (1 x Moto3, 1 x MotoGP)                             |

 În verde, piloți aflați în activitate.

#### Campioni la clasa regină 500 cm³/MotoGP
| #  | Pilot             | Titluri                                            |
| -- | ----------------- | -------------------------------------------------- |
| 1  | Giacomo Agostini  | 8 (1966, 1967, 1968, 1969, 1970, 1971, 1972, 1975) |
| 2  | Valentino Rossi   | 7 (2001, 2002, 2003, 2004, 2005, 2008, 2009)       |
| 3  | Marc Márquez      | 6 (2013, 2014, 2016, 2017, 2018, 2019)             |
| 4  | Michael Doohan    | 5 (1994, 1995, 1996, 1997, 1998)                   |
| 5  | Eddie Lawson      | 4 (1984, 1986, 1988, 1989)                         |
| 5  | Mike Hailwood     | 4 (1962, 1963, 1964, 1965)                         |
| 5  | John Surtees      | 4 (1956, 1958, 1959, 1960)                         |
| 5  | Geoff Duke        | 4 (1951, 1953, 1954, 1955)                         |
| 9  | Wayne Rainey      | 3 (1990, 1991, 1992)                               |
| 9  | Kenny Roberts     | 3 (1978, 1979, 1980)                               |
| 9  | Jorge Lorenzo     | 3 (2010, 2012, 2015)                               |
| 12 | Freddie Spencer   | 2 (1983, 1985)                                     |
| 12 | Phil Read         | 2 (1973, 1974)                                     |
| 12 | Casey Stoner      | 2 (2007, 2011)                                     |
| 12 | Barry Sheene      | 2 (1976,1977)                                      |
| 12 | Umberto Masetti   | 2 (1950, 1952)                                     |
| 12 | Francesco Bagnaia | 2 (2022, 2023)                                     |
| 18 | Wayne Gardner     | 1 (1987)                                           |
| 18 | Leslie Graham     | 1 (1949)                                           |
| 18 | Kevin Schwantz    | 1 (1993)                                           |
| 18 | Álex Crivillé     | 1 (1999)                                           |
| 18 | Nicky Hayden      | 1 (2006)                                           |
| 18 | Gary Hocking      | 1 (1961)                                           |
| 18 | Franco Uncini     | 1 (1982)                                           |
| 18 | Kenny Roberts Jr  | 1 (2000)                                           |
| 18 | Marco Lucchinelli | 1 (1981)                                           |
| 18 | Libero Liberati   | 1 (1957)                                           |
| 18 | Joan Mir          | 1 (2020)                                           |
| 18 | Fabio Quartararo  | 1 (2021)                                           |
| 18 | Jorge Martín      | 1 (2024)                                           |

 În verde, piloți aflați în activitate.

## Punctaj
| Poziția | 1  | 2  | 3  | 4  | 5  | 6  | 7 | 8 | 9 | 10 | 11 | 12 | 13 | 14 | 15 |
| Puncte  | 25 | 20 | 16 | 13 | 11 | 10 | 9 | 8 | 7 | 6  | 5  | 4  | 3  | 2  | 1  |